# Ala (Bjaresina)
Ala (belarussisch Ала; auch Oła genannt) ist ein linker Nebenfluss der Bjaresina in der Homelskaja Woblasz in Belarus. Der Fluss beginnt 1,2 km westlich des Dorfes Wilenka und fließt unter anderem durch den Rajon Schlobin und den Rajon Babrujsk.
Bekannt ist die Region vor allem für das gleichnamige Dorf am Fluss, in welchem am 14. Januar 1944 1758 Menschen von deutschen Soldaten getötet wurden.